# Rosa Maria Poch Claret
Rosa Maria Poch Claret (Barcelona, 3 de novembre de 1962) és una enginyera agrònoma, edafòloga i catedràtica de la Universitat de Lleida. Membre de diversos comitès internacionals del sòl, ha desenvolupat la seua tasca docent i investigadora a l'Escola Tècnica Superior d'Enginyeria Agrària (ETSEA). El 2022 fou distingida amb la medalla Narcís Monturiol al mèrit científic.

## Trajectòria

### Formació acadèmica
Estudià enginyeria agrònoma a l'ETSEA, aleshores depenent de la Universitat Politècnica de Catalunya, i n'assolí el títol el 1987. Posteriorment, cursà estudis de postgrau a la Universitat de Gant, on cursà un màster en Ciències del Sòl (1989) i es doctorà també en Ciències del Sòl l'any 1992.
L'any 1992 esdevingué professora de la Universitat de Lleida i el 2011 obtingué la plaça de catedràtica al Departament de Medi Ambient i Ciències del Sòl.

### Àmbit d’estudi i afiliació
Al llarg de la seua carrera investigadora, Poch Claret ha dedicat els seus estudis a la micromorfologia de sòls aplicada a la gènesi de sòls, l'estructura i porositat del sòl, la geoarqueologia, així com els impactes dels usos del sòl en l'estructura i emmagatzematge de carboni.
Ha presidit la Comissió de Morfologia i Micromorfologia de Sòls de la Unió Internacional de Ciències del Sòl (IUSS, de l'anglès International Union of Soil Sciences) del 2010 al 2018 i el Panell Intergovernamental de Sòls de la FAO entre el 2018 i el 2021. Ha estat també membre del comitè d'experts i coautora dels informes 1, 2 i 3 sobre el Canvi Climàtic a Catalunya.

### Reconeixements

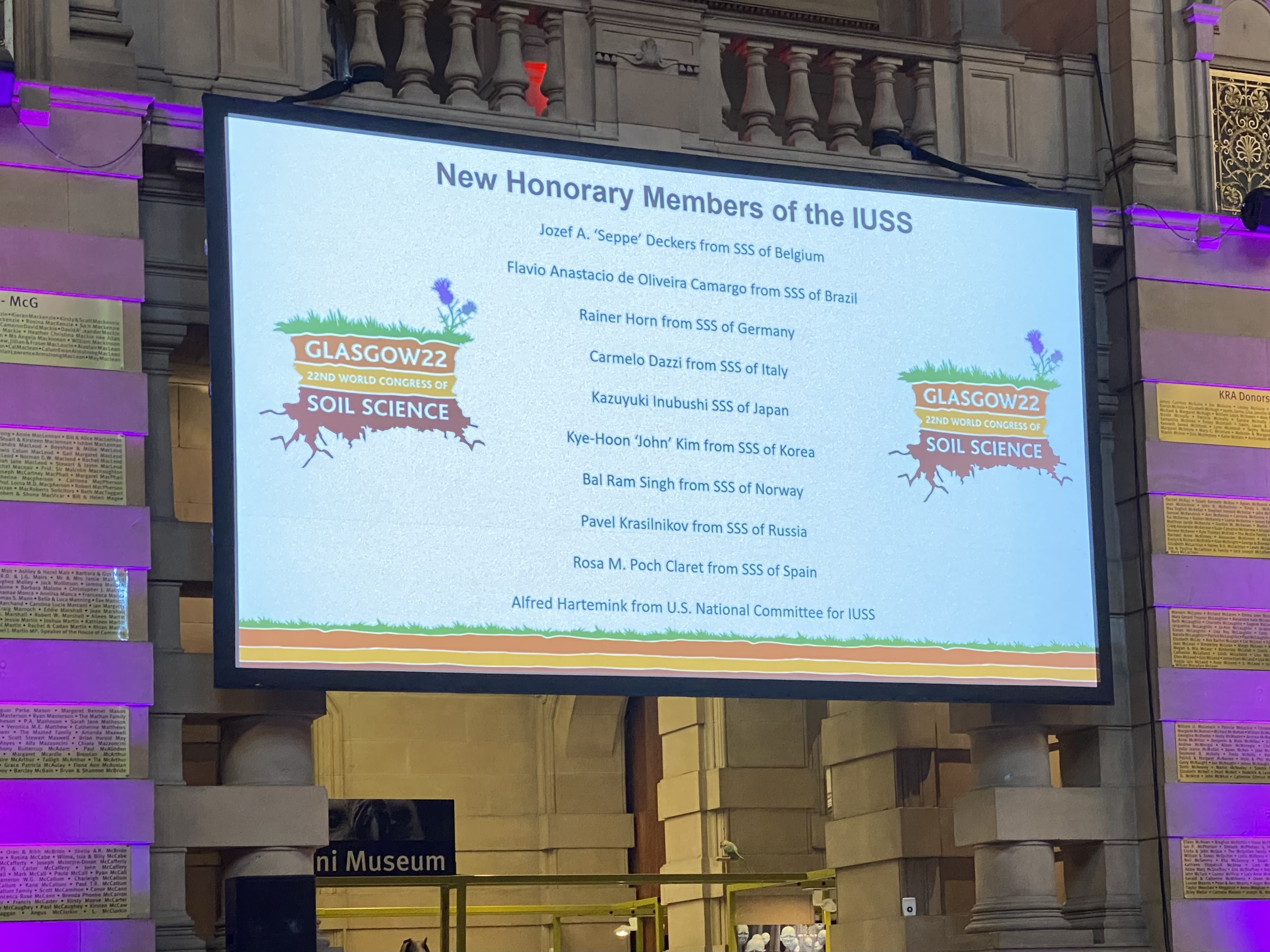
Cerimònia en la qual Rosa Maria Poch Claret fou nomenada membre honorària de l'IUSS, durant el congrés mundial de les ciències del sòl celebrat a Glasgow (Escòcia) l'agost del 2022.

Poch Claret fou elegida membre numerària de la Secció de Ciències i Tecnologia de l'Institut d'Estudis Catlans el 2020. El 2022 fou nomenada membre honorària de la IUSS i el mateix any rebé la medalla Narcís Monturiol al mèrit científic i tecnològic de la Generalitat de Catalunya.